# Charlotte's Web (2006)
Charlotte's Web is een film uit 2006 onder regie van Gary Winick. Het verhaal is ontleend aan het gelijknamige boek van E.B. White.

## Verhaal
Fern Arable is een jong meisje dat woont op een boerderij. Wanneer ze ziet dat haar vader een biggetje wil doden, omdat het te klein is bij geboorte, protesteert ze. Ze ontfermt zich erover en voedt het op. Ze noemt hem Wilbur. Als het groot is, moet ze het noodgedwongen afgeven aan een landbouwer, Zuckerman. Daar dreigt hij te eindigen in een kerstmaal.
Charlotte (stem: Julia Roberts) is een spin en heeft haar web boven het hokje van Wilbur. Samen met de andere dieren bedenkt ze een plan om zijn leven te sparen.

## Rolverdeling
| Acteur                 | Personage        |
| ---------------------- | ---------------- |
| Julia Roberts          | Charlotte (stem) |
| Dakota Fanning         | Fern Arable      |
| Oprah Winfrey          | Gussy (stem)     |
| Steve Buscemi          | Templeton (stem) |
| Kathy Bates            | Bitsy (stem)     |
| John Cleese            | Samuel (stem)    |
| Thomas Haden Church    | Brooks (stem)    |
| Robert Redford         | Ike (stem)       |
| Cedric the Entertainer | Golly (stem)     |
| Jane Sibbett           | Joy (stem)       |
| Jennifer Garner        | Susie (stem)     |